# Vicariato apostólico de Heliópolis de Egipto
El vicariato apostólico de Heliópolis de Egipto (en latín: Vicariatus Apostolicus Heliopolitanus in Aegypto) fue una circunscripción eclesiástica de la Iglesia católica en Egipto. Se trataba de un vicariato apostólico latino, inmediatamente sujeto a la Santa Sede, suprimido el 30 de noviembre de 1987 y cuyo título es conservado unido al vicariato apostólico de Alejandría de Egipto.

## Territorio y organización
El vicariato apostólico extendía su jurisdicción sobre los fieles católicos de rito latino residentes en parte de Egipto.
La sede del vicariato apostólico se encontraba en el barrio de Heliópolis de la ciudad de El Cairo, en donde se halla la Catedral basílica de Nuestra Señora de Heliópolis, que hoy es concatedral del vicariato apostólico de Alejandría de Egipto.
En 1980 en el vicariato apostólico existían 5 parroquias.

## Historia
La prefectura apostólica del Delta del Nilo fue erigida el 25 de enero de 1886, tomando su territorio del vicariato apostólico de Egipto (hoy vicariato apostólico de Alejandría de Egipto) mediante el decreto Ut saluti animarum de la Congregación de Propaganda Fide.
El 13 de septiembre de 1894 cedió una parte de su territorio para la erección de la prefectura apostólica de Eritrea (posteriormente vicariato apostólico de Asmara).
El 17 de septiembre de 1909 la prefectura apostólica fue elevada a vicariato apostólico mediante el breve Quae rei sacrae del papa Pío X.
El 27 de enero de 1951 asumió el nombre de vicariato apostólico de Heliópolis de Egipto mediante el decreto Nuper Apostolicae Sedi de la Congregación para las Iglesias Orientales.
El 29 de abril de 1978 se unió in persona episcopi al vicariato apostólico de Alejandría en Egipto y al vicariato apostólico de Puerto Saíd.
El 30 de noviembre de 1987, mediante el decreto Cum olim de la Congregación para las Iglesias Orientales, el vicariato apostólico fue suprimido y su territorio fue unido al del vicariato apostólico de Alejandría en Egipto.

## Estadísticas
Según el Anuario Pontificio 1981 el vicariato apostólico tenía a fines de 1980 un total de 1600 fieles bautizados.
| Año                                                                             | Población            | Población | Población      | Sacerdotes | Sacerdotes    | Sacerdotes    | Bautizados por sacerdote | Diáconos permanentes | Religiosos | Religiosos | Parroquias |
| Año                                                                             | Bautizados católicos | Total     | % de católicos | Total      | Clero secular | Clero regular | Bautizados por sacerdote | Diáconos permanentes | Varones    | Mujeres    | Parroquias |
| ------------------------------------------------------------------------------- | -------------------- | --------- | -------------- | ---------- | ------------- | ------------- | ------------------------ | -------------------- | ---------- | ---------- | ---------- |
| 1950                                                                            | 10 758               | 5 000     | 0.2            | 89         | 4             | 85            | 120                      |                      | 84         | 486        | 15         |
| 1970                                                                            | 2140                 | 11 000    | 0.0            | 72         | 2             | 70            | 29                       |                      | 92         | 360        | ?          |
| 1980                                                                            | 1600                 | ?         | ?              | 70         | 4             | 66            | 22                       |                      | 83         | 350        | 5          |
| Fuente: Catholic-Hierarchy, que a su vez toma los datos del Anuario Pontificio. |                      |           |                |            |               |               |                          |                      |            |            |            |

## Episcopologio
- Augustin Duret, S.M.A. † (10 de diciembre de 1885-septiembre de 1914 renunció)
- Jules Girard, S.M.A. † (8 de julio de 1921-23 de marzo de 1950 falleció)
- André van den Bronk, S.M.A. † (30 de julio de 1946-15 de mayo de 1952 nombrado obispo de Kumasi)
- Noël Laurent Boucheix, S.M.A. † (11 de marzo de 1953-6 de julio de 1958 nombrado obispo de Porto Novo)
- Amand Louis Marie Antoine Hubert, S.M.A. † (7 de abril de 1959-29 de abril de 1978 retirado)
- Egidio Sampieri, O.F.M. † (29 de abril de 1978-30 de noviembre de 1987 cesado)